# 葛城村 (岡山県)
葛城村（かつらぎそん）は、岡山県赤磐郡にあった村。現在の岡山市北区の一部にあたる。

## 地理
旭川中流左岸の氾濫原から東方に続く山間部に位置していた。

## 歴史
- 1889年（明治22年）6月1日、町村制の施行により、赤坂郡芳谷村、国ヶ原村、川高村が合併して村制施行し、葛城村が発足[1][2]。旧村名を継承した芳谷、国ヶ原、川高の3大字を編成[2]。
- 1900年（明治33年）4月1日、郡の統合により赤磐郡に所属[1][2]。
- 1953年（昭和28年）4月1日、御津郡牧山村・宇垣村・金川町・宇甘東村・宇甘西村、赤磐郡五城村と合併し御津郡御津町を新設して廃止された[1][2]。合併後、御津町大字芳谷・国ヶ原・川高となる[2]。

### 地名の由来
古代の郷名にちなむ。

## 産業
- 農業、養蚕[2]